# Hircània

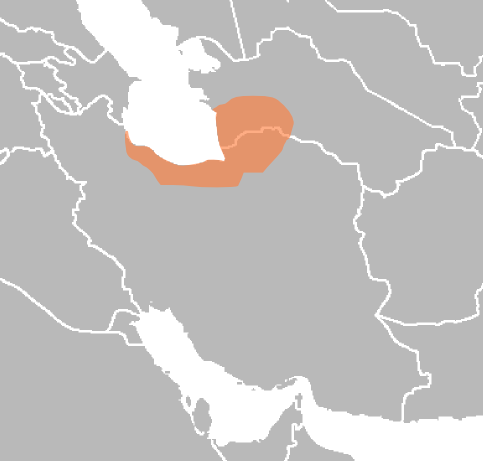
Mapa d'Iran i països del costat (incloent-hi el Turkmenistan), que mostra la ubicació d'Hircània, on avui es troba la província iraniana de Golestan

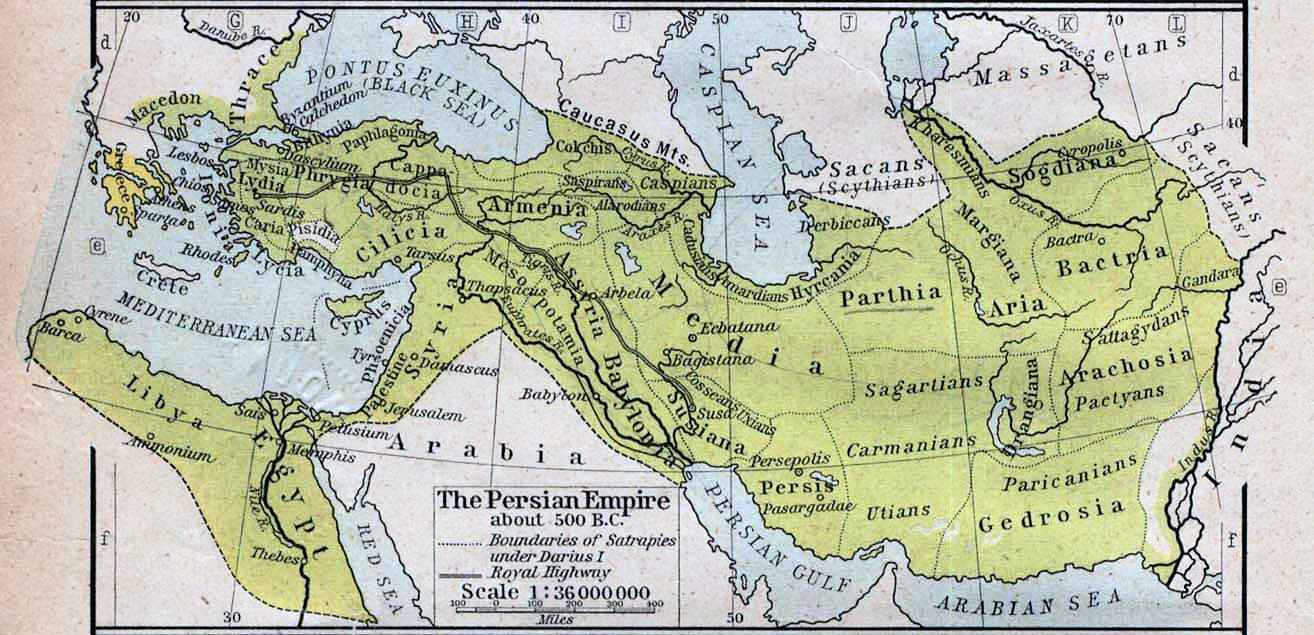
Mapa de l'Imperi aquemènida amb Hircània

Hircània o Verkâna (en llatí: Hyrcania, en grec: Ὑρκανία Hyrkania) fou una satrapia i regió de Pèrsia al sud de la mar Càspia (anomenada en l'antiguitat mar Hircània). Limitava al nord-est amb l'Oxus (Amudarià), que el separava de la Margiana; al sud-est, limitava amb la Margiana; al sud, amb les muntanyes Sariphi (avui Hazari), que la separaven d'Ariana i la satrapia de Pàrtia (al sud-oest); i a l'oest, amb les muntanyes Coronus i el riu Charindas, que la separaven de Mèdia Menor. Tot i això, els límits no en foren permanents al llarg de la seva història. El seu nom va originar el modern Gurgan o Djorkan, nom que porta una ciutat a l'est d'Astarabad. Al nord-est, hi vivien tribus escites com els danes (danae) i, a l'oest, els mardis o amardis i els tapuris.

## Etimologia
Hyrcania, escrit Ὑρκανία en grec, és un calc del nom persa antic Verkâna, com queda registrat en la inscripció Behistun de Dàrius I i d'altres de cuneïformes. Verkā significa 'llop' en persa antic. Per tant, Hyrcania significa 'Terra del llop'.
Hircània ja apareix en temps de l'Imperi mede amb un rei vassall de nom Astasyras; en temps de Cir II el Gran, el mede Astíages va rebre el govern del territori; el seu net Megabernes la governava més tard, i també Ocus, fill d'Artaxerxes I.
La capital en fou Zadracarta.
Els rius principals en foren el Sarneius, el Socanaa, el Syderis, el Maxera i el Charindas. La capital és esmentada per Estrabó com Tape i Carta; Arrià esmenta Zadracarta; probablement, es tracta en els tres casos d'una mateixa ciutat, on residia el sàtrapa. Altres ciutats en foren Talabroca (Polibi dona Tambrax), Hyrcana i Samariana.
La part costanera era fèrtil; l'interior era boscós i amb animals ferotges com el tigre, el qual es va extingir cap al 1970.
Aquesta zona té un clima tropical i és molt fèrtil, en contrast amb la resta de l'Iran, que és molt àrid.
El poble s'anomenava hyrcani (hircans o hircanis). El territori estava dividit en almenys tres districtes: Astabene, Siracene i Arsitis.
Sis mil hircans eren en l'exèrcit de Darios III de Pèrsia quan aquest es preparava per resistir Alexandre el Gran.

## Governants arsacides d'Hircània, títol reial
- Arsaces vers 165 aC (fill de Fraates I de Pàrtia)
- Himerus fins al 129 aC
- Otanes vers 70 aC
- Artaban vers 9dC–40 dC
- Gotarzes 40–51